# Diplopterygium elmeri
Diplopterygium elmeri är en ormbunkeart som först beskrevs av Edwin Bingham Copeland, och fick sitt nu gällande namn av Takenoshin Nakai. Diplopterygium elmeri ingår i släktet Diplopterygium och familjen Gleicheniaceae. Inga underarter finns listade.